# Тірон (графство)
Тіро́н (англ. Tyrone, ірл. Tír Eoghain) — графство на півночі Ірландії.

## Адміністративний поділ
Входить до складу провінції Ольстер на території Північної Ірландії. Столиця — Ома.